# Monumento torreano de Foce
El monumento torreano de Foce es un yacimiento prehistórico de la Edad del Bronce situado en Argiusta-Moriccio, en el valle del Taravo, en Córcega del Sur. Los restos de esta torra son típicos de la cultura torreana.

## Historia
El yacimiento fue excavado por primera vez por el arqueólogo Roger Grosjean en otoño de 1957. En 2001, el INRAP llevó a cabo una nueva campaña de excavaciones. El yacimiento fue clasificado como monumento histórico por decreto de 16 de abril de 2021.

## Descripción
El yacimiento contiene una sola «torra», de unos 18 m de diámetro en la base. Originalmente tenía dos pisos y unos 15 m,de los que solo queda la parte inferior, de casi 3 m de altura. La única entrada está orientada al sur. Se abre a una sala central con tres cámaras ciegas situadas en cada esquina de la sala, en el espesor del muro, y una rampa que conduce al piso superior.
La torra data de la Edad del Bronce Medio. El material arqueológico hallado in situ (fragmentos de jarras y vajilla, piedras de molino, una cuenta de vidrio de origen oriental) sugiere que se utilizaba con fines domésticos. Durante la Antigüedad, fue parcialmente destruida y reutilizada como lugar de enterramiento.